# Harold G. Hoffman

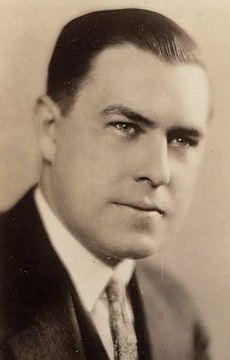
Harold G. Hoffman (1934)

Harold Giles Hoffman (ur. 7 lutego 1896 w South Amboy, zm. 4 czerwca 1954 w Nowym Jorku) – amerykański polityk, działacz Partii Republikańskiej, pułkownik United States Army, wolnomularz, wnuk malarza J. C. Thoma, prawnuk pochodzącego ze Szkocji rzeźbiarza Jamesa Thoma.
Uczestniczył w obu wojnach światowych. W latach 1923–1924 zasiadał w Zgromadzeniu Parlamentarnym New Jersey (niższej izbie parlamentu stanowego). Od 1925 do 1926 zajmował stanowisko burmistrza South Amboy. W latach 1927–1931 reprezentował 3. okręg New Jersey w Izbie Reprezentantów Stanów Zjednoczonych. Pełnił funkcję gubernatora stanu New Jersey (1935–1938). 
10 września 1919 poślubił Lillie Moss. Para miała troje dzieci.